# King Melrose
King Melrose (né Sébastien Côté, à Joliette en 1989) est un auteur-compositeur-interprète québécois.

## Biographie

### Vie privée
King Melrose est fiancé à une femme prénommée Sophie depuis novembre 2020. Le couple a annoncé l'arrivée d'un bébé en janvier 2021. C'est finalement fin août 2021 que King Melrose annonce la naissance leur premier enfant : une fille prénommée Flora.

### Carrière professionnelle
En 2010, il participe au Festival International de la Chanson de Granby (FICG), et gagne le prix du public. La même année, il fait la rencontre de Toby Gendron, qui produira ses premiers albums. King Melrose tisse la toile de son univers musical, teinté par les influences de Ben l’Oncle Soul, Elvis Presley et de Ray Charles. Sa musique est de couleurs soul, funk, et boogie. King Melrose crée les chansons de son premier album, King Melrose, qui sort en janvier 2014. Il se produit dans toutes les salles du Québec et se fait rapidement une réputation comme bête de scène. Suivront deux autres albums, Bleu en 2015, et Le troi3ième album en 2019. De ces deux albums, cinq chansons se retrouvent au top 10 des radios du Québec. King Melrose est honoré par la SOCAN,,,, à six reprises pour les chansons, Ne me laisse pas tomber (chanson populaire et première position palmarès correspondant), Tentation, Je (Wild and free) (chanson populaire et première position palmarès correspondant) et Ça se danse. Depuis 2021, King Melrose travaille avec une nouvelle équipe et prépare un projet musical titré Fleur de Cactus. Le premier extrait sort en juin 2022.

## Discographie

### Single
- 2014 : S'cuse moi
- 2014 : Sauve-moi de toi
- 2015 : Ne me laisse pas tomber
- 2017 : Libre de s'aimer
- 2021 : RDV (Rendez-vous)
- 2021 : Sors le sapin

- 2022 : Dis-Moi[14]
- 2022 : Fleur de Cactus[15]